# 春日村立中央小学校古屋分校
春日村立中央小学校古屋分校（かすがそんりつ　ちゅうおうしょうがっこう　ふるやぶんこう）は、かつて岐阜県揖斐郡春日村（現・揖斐郡揖斐川町）に存在した公立小学校の分校。

## 概要
- 中央小学校の分校であり、春日村の南西部の春日村大字川合字古屋[注釈 3]が校区であった。1986年、中央小学校、六合小学校、美束小学校と統合。春日小学校の新設により廃校。
- 跡地は揖斐川町の古屋無線基地局となっている。

## 沿革
- 1885年（明治18年） - 川合村字古屋に川合小学校古屋分教場を設置。
- 1886年（明治19年） - 川合簡易科小学校古屋分教場に改称する。
- 1892年（明治25年） - 川合尋常小学校古屋分教場に改称する。
- 1923年（大正12年） - 春日第二尋常高等小学校古屋分教場に改称する。
- 1925年（大正14年）3月23日 - 校舎を改築する。
- 1940年（昭和15年）6月10日 - 古屋地区の大火により校舎が全焼。仮校舎で授業を行う。
- 1941年（昭和16年）
  - 4月1日 - 春日第二国民学校古屋分教場に改称する。
  - 5月 - 大字川合4026に校舎を新築（木造平屋建）し、移転。
- 1947年（昭和22年）4月1日 - 春日村立春日第二小学校古屋分校に改称する。
- 1948年（昭和23年）4月1日 - 春日村立中央小学校古屋分校に改称する。
- 1963年（昭和38年） - 校舎を改築（屋根葺き替え・壁塗り替え）する。
- 1964年（昭和39年） - 教員住宅が完成する。
- 1967年（昭和42年）12月15日 - 校舎を新築（2階建）する。
- 1986年（昭和61年）3月 - 統合により廃校。